# Arena Corinthians
El Nou Estadi del Corinthians (oficialment Arena Corinthians), és un estadi de futbol situat a la ciutat de São Paulo, al Brasil, més precisament en el districte d'Itaquera, a la part est de la ciutat. S'utilitzarà per a partits de futbol del club Corinthians, propietari de l'estadi.
L'estadi té una capacitat per a 48.000 espectadors i és seu de la Copa del Món de 2014, inclòs el partit inaugural. Per a la disputa de la copa mundial es muntaran 13.600 grades temporals, per a un total de 61.600 seients.
En 2016, va sorgir un gran escàndol, revelant la veritat sobre la construcció de l'estadi. Emílio Odebrecht va dir a guanyar acord d'inici del partit que l'estadi es va construir només perquè l'expresident Lula diu així, i l'estadi va ser construït com un "regal" per a ell, ja que la Odebrecht enormement enriquida durant els mandats de Lula i Dilma. Els governs en el marc del PT, de 2003 a 2015, la facturació del grup Odebrecht augmentat des de 17 a 132 mil milions.

## Esdeveniments

### Copa del Món de Futbol de 2014
| Data                | Fase             | Equip         | Resultat            | Equip         | Espectadors |
| ------------------- | ---------------- | ------------- | ------------------- | ------------- | ----------- |
| 12 de juny de 2014  | Primera fase     | Brasil        | 3-1                 | Croàcia       | 62.103      |
| 19 de juny de 2014  | Primera fase     | Uruguai       | 2-1                 | Anglaterra    | 62.572      |
| 23 de juny de 2014  | Primera fase     | Països Baixos | 2-0                 | Xile          | 62.996      |
| 26 de juny de 2014  | Primera fase     | Corea del Sud | 0–1                 | Bèlgica       | 61397       |
| 1 de juliol de 2014 | Vuitens de final | Argentina     | 1–0                 | Suïssa        | 63255       |
| 9 de juliol de 2014 | Semifinals       | Argentina     | 0–0 (Penaltis: 4–2) | Països Baixos | 63267       |